# ЦЕФЛ лига 2016.
ЦЕФЛ лига 2016. је једанаеста сезона ЦЕФЛ лиге. У лиги учествује дванаест клубова. Четири клуба су из Србије, три из Словеније, два из Аустрије, а по један из Босне и Херцеговине, Мађарске и Хрватске. Сезона је набројнија по броју клубова који се такмиче од настанка лиге.

## Систем такмичења
Лига је подељена на три конференције, исток, центар и запад. На западу се такмиче два аустријска тима Блу девилси Синеплекс и Џајантси Грац и словеначка екипа Силверхокси Љубљана. На истоку су четири српска тима Вукови Београд, Дјукси Нови Сад, Императори Ниш и Индијанси Инђија и мађарска екипа Каубојси Будимпешта. У цетралној конференцији се такмиче хрватска екипа Патриотси Загреб и три дебитанта, словенски екипе Алп девилси Високо и Тајгерси Домжале и  босански Спартанси Сарајево.
У Централној конференцији се играло по двокружном, а у Западној и Источној по једнокружном систему. Победници источне и централне конференције су играли међусобно у полуфиналу, док би се победник западне конференције пласирао директно у финале где игра са победником полуфинала.

## Клубови
| Екипа                 | Место      |       |       |       |
| Запад                 | Запад      | Запад | Запад | Запад |
| --------------------- | ---------- | ----- | ----- | ----- |
| Блу девилси Синеплекс | Хоенемс    |       |       |       |
| Силверхокси           | Љубљана    |       |       |       |
| Џајантси              | Грац       |       |       |       |
| Исток                 |            |       |       |       |
| Вукови                | Београд    |       |       |       |
| Дјукси                | Нови Сад   |       |       |       |
| Индијанси             | Инђија     |       |       |       |
| Императори            | Ниш        |       |       |       |
| Каубелси              | Будимпешта |       |       |       |
| Центар                |            |       |       |       |
| Алп девилси           | Високо     |       |       |       |
| Спартанси             | Сарајево   |       |       |       |
| Тајгерси              | Домжале    |       |       |       |
| Патриотси             | Загреб     |       |       |       |

## Плеј-оф

### Полуфинале
| Датум        | Клуб           | Клуб             | Резултат |
| ------------ | -------------- | ---------------- | -------- |
| 18. јун 2016 | Вукови Београд | Патриотси Загреб | 49:0     |

### Финале
| Датум       | Клуб           | Клуб          | Резултат |
| ----------- | -------------- | ------------- | -------- |
| 3. јул 2016 | Вукови Београд | Џајантси Грац | 49:52    |

| Првак ЦЕФЛ лиге 2016.   |
| ----------------------- |
| Џајантси Грац 1. титула |